# He's the King
«He's the King» («Він король») — пісня валлійської співачки Бонні Тайлер з її дванадцятого студійного альбому «All in One Voice» 1998 року. Пісня стала головним синглом альбому, який лейбл «EastWest Records» випустив в грудні 1997 року. «He's the King» була написана німецькими авторами Гарольдом Фальтермейєром та Гернотом Ротенбахом.
Сингл «He's the King» посів 95 сходинку у німецькому чарті Top 100 Singles Chart, за рік до виходу альбому. Пісня стала саундтреком німецького фільму «Король Сент-Паулі» 1997 року, у якому присутня сцена, де Тайлер виконує її в нічному клубі.

## Передумови
Пісня була записана у студії Red Deer Studio у Берліні.

## Трек-лист
«He's the King» вийшла як сингл на максі-компакт-диску в грудні 1997 року. Четвертий трек синглу — це музична тема до фільму «Король Сент-Паулі», створена Гарольдом Фальтермейєром. У цьому треку немає вокалу Тайлер.
1. «He's the King (Radio Version)» — 3:45
2. «He's The King (Extended Version)» — 4:43
3. «He's The King (Acoustic Mix)» — 4:12
4. «Der König von St. Pauli (Theme)» — 3:55

## Чарти
| Чарт (1998)                  | Позиція |
| ---------------------------- | ------- |
| Німеччина (Media Control AG) | 95      |

## Учасники запису
Перелік учасників запису вказаний згідно тексту на обкладинці альбому «All in One Voice».
- Бонні Тайлер — головний вокал
- Гарольд Фальтермейєр — композитор, продюсер, клавішні, акордеон
- Гернот Ротенбах — композитор, продюсер
- Веслі Пласс — електрогітара
- Андреас Лінзе — клавішні
- Міріам Стоклі — бек-вокал
- Тесса Найлз — бек-вокал
- Ленс Еллінгтон — бек-вокал